# Горянська ротонда
Горя́нська рото́нда — одна з пам'яток архітектури національного значення (№ 190). Розташована на останньому пагорбі Карпат на околиці Ужгорода. Походження та вік ротонди невизначені до сьогодні.

## Історія
Дослідження ротонди почалося ще на початку XX століття, коли схожі наукові роз'яснення щодо круглих церков охопили історичні школи Європи. До поля зору дослідників потрапила й церква Св. Анни в Горянах. Саме в цей час Закарпаття входило до складу Австро-Угорської імперії, тому не дивно що першими дослідниками були угорські науковці. Після реставрації церкви, здійсненої у 1911 році, тодішні вчені змогли побачити матеріал, з якого зведено стіни ротонди. Схожість матеріалу побудови із матеріалом замкових романських стін привело їх до одного висновку: Горянська церква належить до Х-ХІ ст.

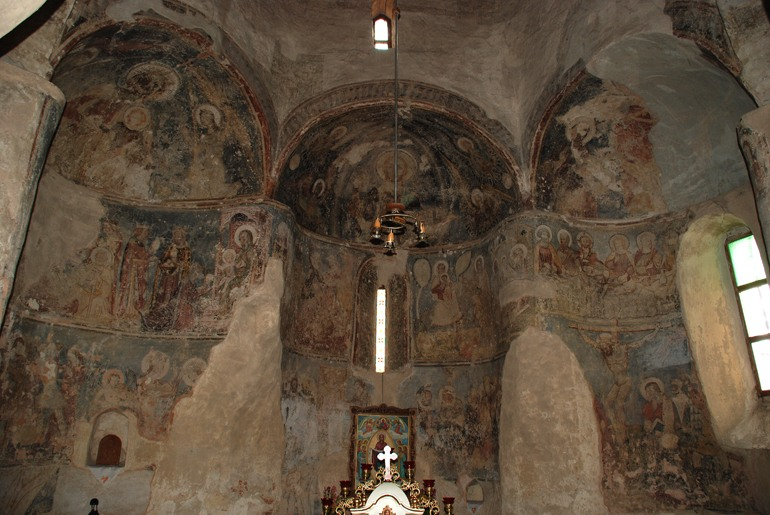
Фрески ротонди

Однак з переходом краю до складу Чехословацької республіки, в якій історична школа стояла на висоті завдяки державній підтримці, дослідження ротонди набирають ще більших обертів.
У 1921 році виходить публікація дослідника М.Новаківського, де стверджується про візантійський вплив на архітектурний стиль церкви. Інший історик Ф.Заплетал відносить час побудови до XIV ст., а будівничим на думку дослідника міг бути подільський князь Корятович. Історик І.Крал відносив церкву Св. Анни до архітектурних споруд ІХ ст. Великоморавської держави. Відомий літератор В.Пачовський стверджував, що ротонда збудована в стилі храмів із Галичини, бо відомо, що фундаменти таких же ротонд віднайдені у Галичі, Володимирі і Холмі [джерело?]. Дослідник європейської культури В.Залозецький шукав порівняльний стиль круглих церков на Балканах, де є чимало романських ротонд ХІ-ХІІ ст. Інший відомий дослідник церковної архітектури В.Січинський після узагальнювальних досліджень приходить до висновку, що ротонда належить до Х ст. і була збудована слов'янськими будівничими під впливом візантійської архітектурної школи. Треба надати належне Січинському, він чи не вперше звернув увагу на будівельний матеріал і кладку древньої церкви.
Новий етап досліджень розпочався у радянський період. Одним з перших дослідників був Г.Логвин, який відніс час побудови ротонди до ХІІІ ст., і відзначив у своїй праці, що, мабуть, у її будівництві брали участь архітектори з Галичини. А ось відомий закарпатський історик П.Сова доводить нову думку про побудову круглої церкви у період ХІІ ст, монахами ордену Св. Павла. Наприкінці 60-х років угорські дослідники (В.Гервес-Молнар) особливо зацікавилися ротондами Панонії. Вони зробили узагальнювальні дослідження і дійшли до висновку, що Горянська ротонда має близьких «родичів» серед двох ротонд в угорських селах Кісомбор, Корчо. Однакові геометричні форми, будівельний матеріал все це навело на думку об'єднати ці три церкви в один архітектурний ряд і говорити про дату побудови ХІ ст.
Сьогодні Горянська церква Покрови пресвятої Богородиці (недавно була перейменована) — це шестикутна будова, в товщу стін якої врізано шість навпівкруглих ніш із трьома вікнами, зверху на будові лежить полегшений тамбур із шістьма вікнами. Та чи не найпривабливішим є те, що внутрішні стіни розписані у ХІV ст. художниками в стилі італійської проторенесансної школи Джотто.

## Цікаво
Поблизу Горянської ротонди, 26 вересня 2021 року відкрито мініскульптуру "Ротонда Св.Анни", що присвячена найстарішому чинному храмові Закарпаття. На постаменті з тутешнього андезиту встановлено бронзову скульптуру найстарішої частини ротонди, що розташована на розгорнутій книзі, Свята Анна, покровителька книг і книгодрукування, з літерами Альфа та Омеґа. Меценат Василь Гомонай, скульптор Роман Мурник та коваль Степан Руснак, ініціятива — о.Богдан Савула.

## Галерея

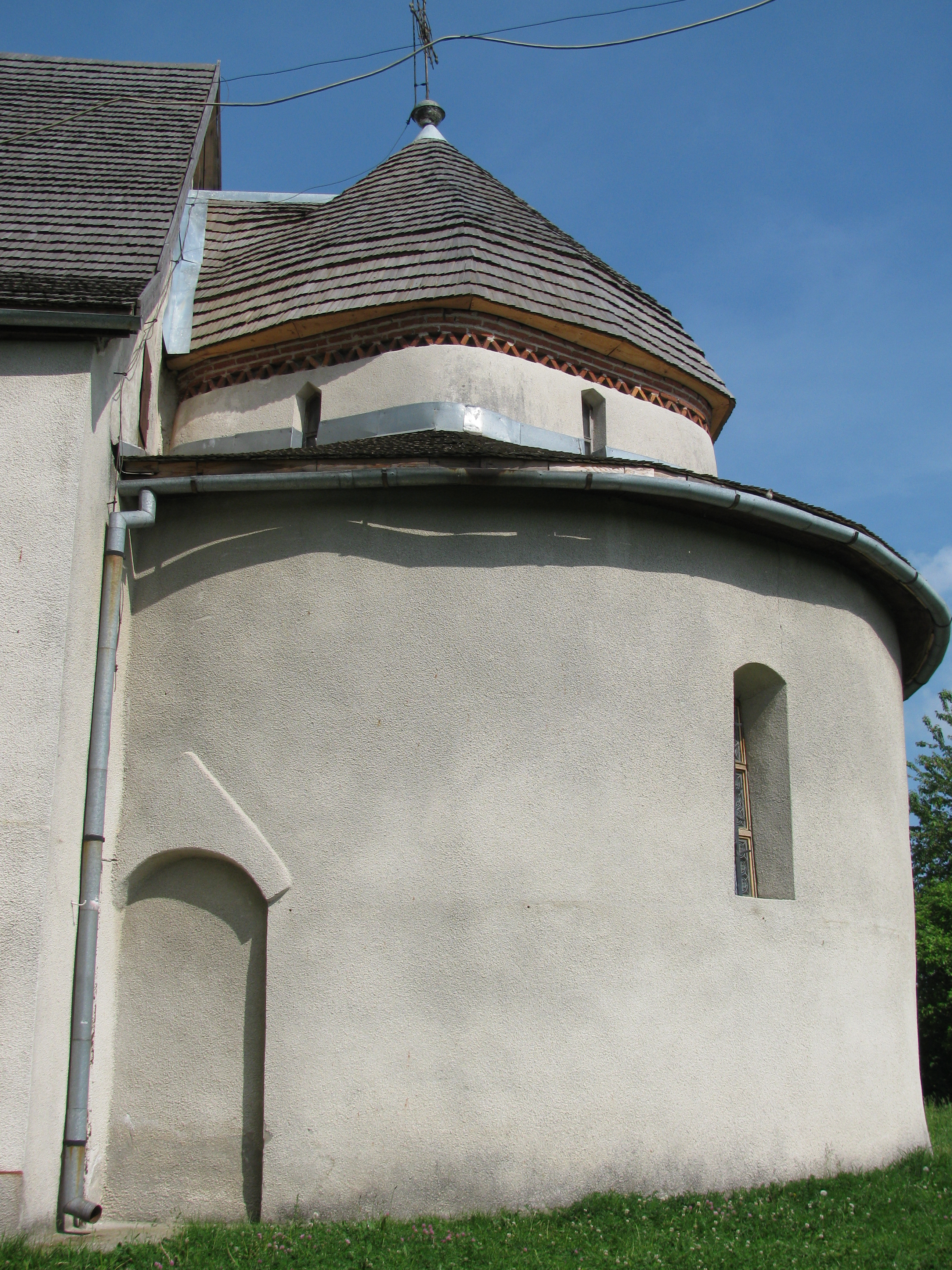
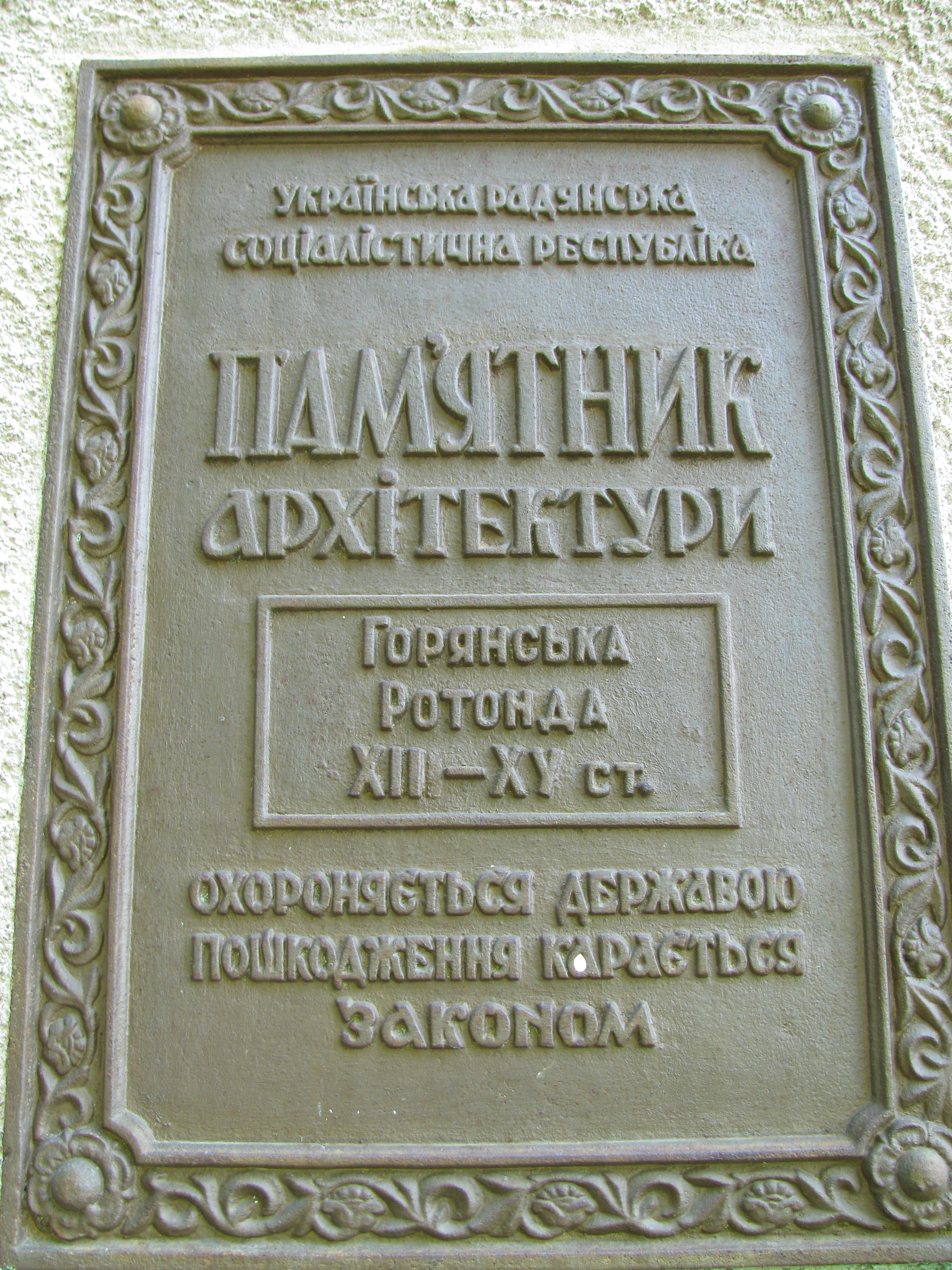
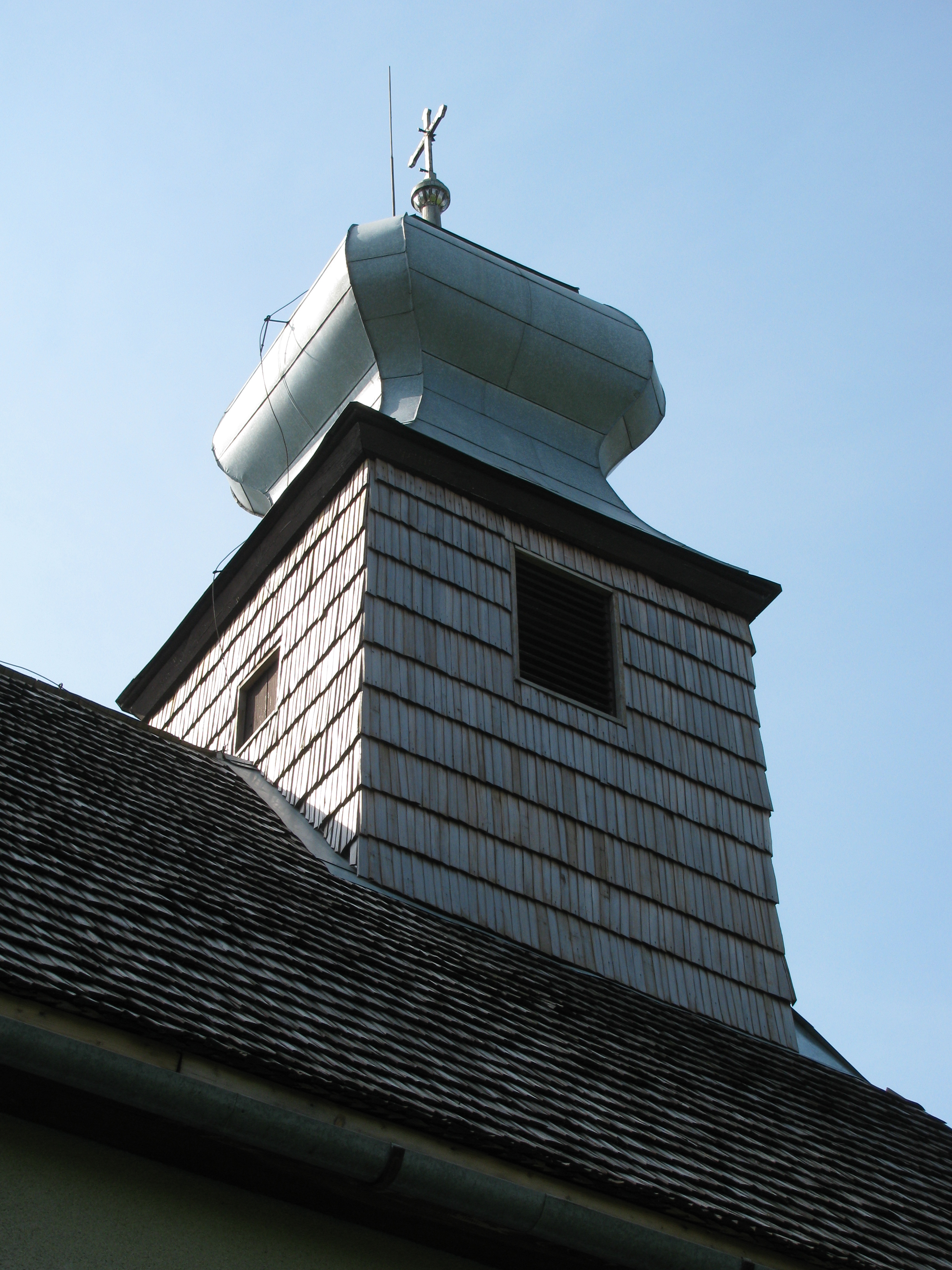
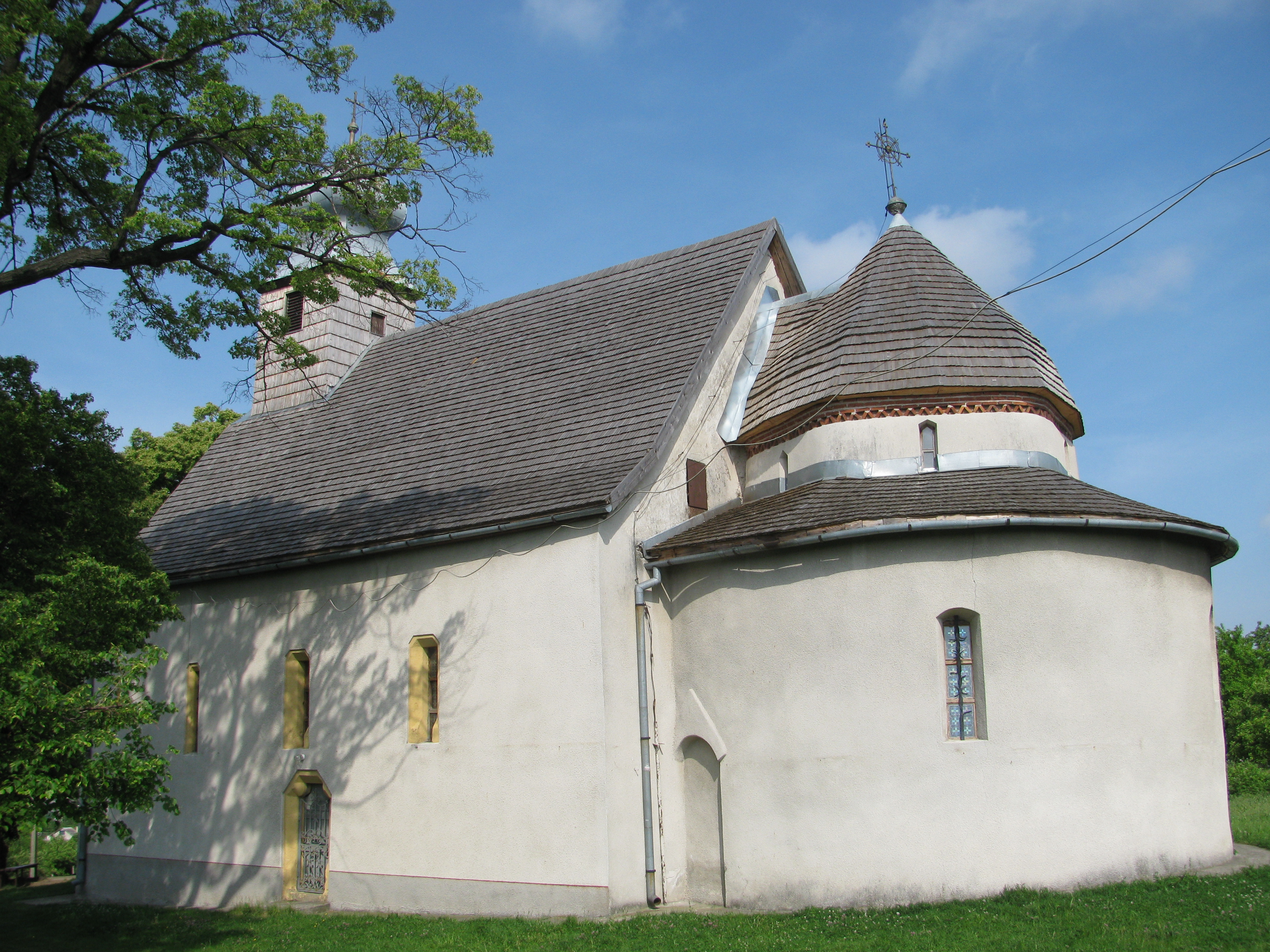
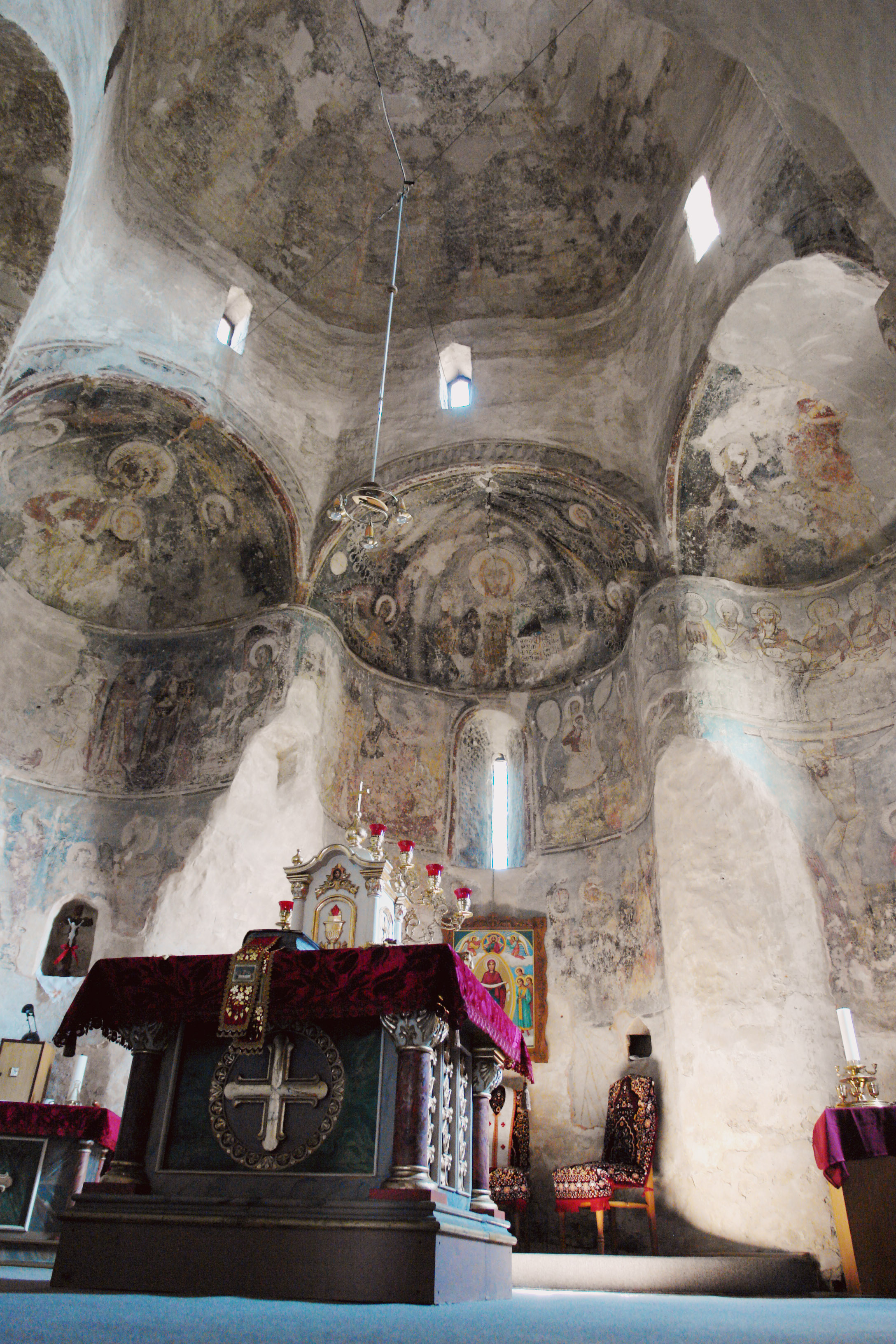
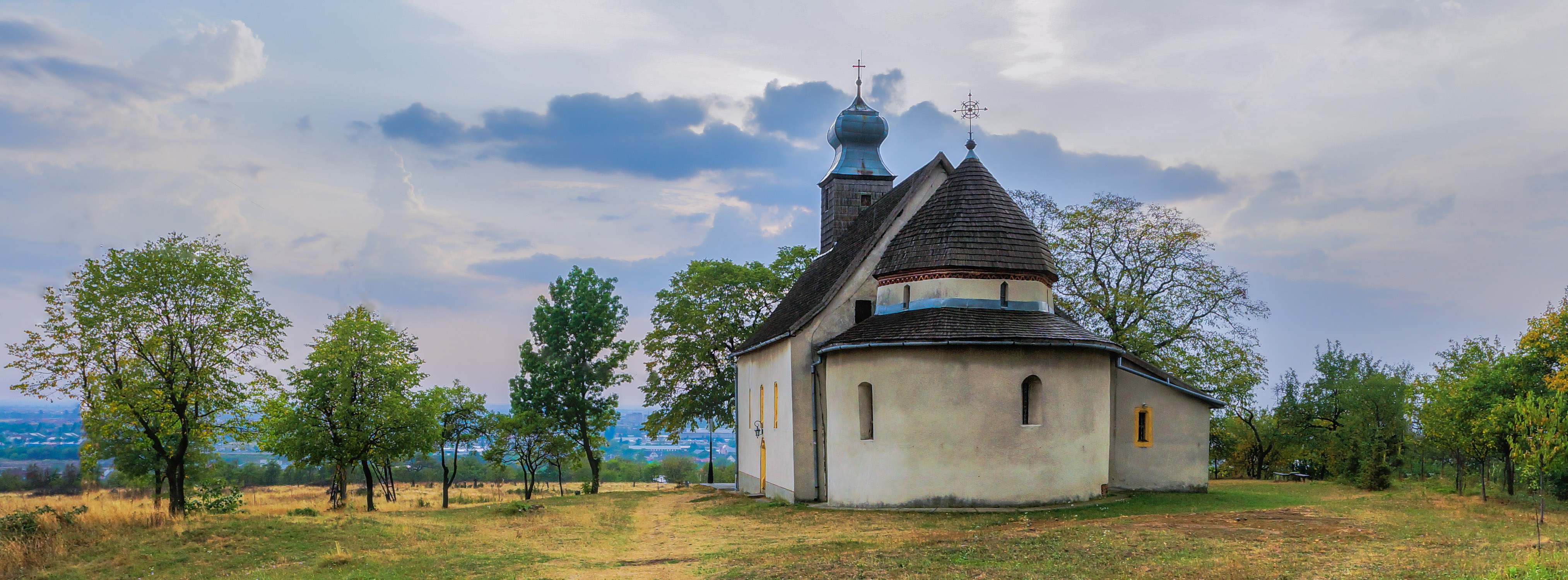
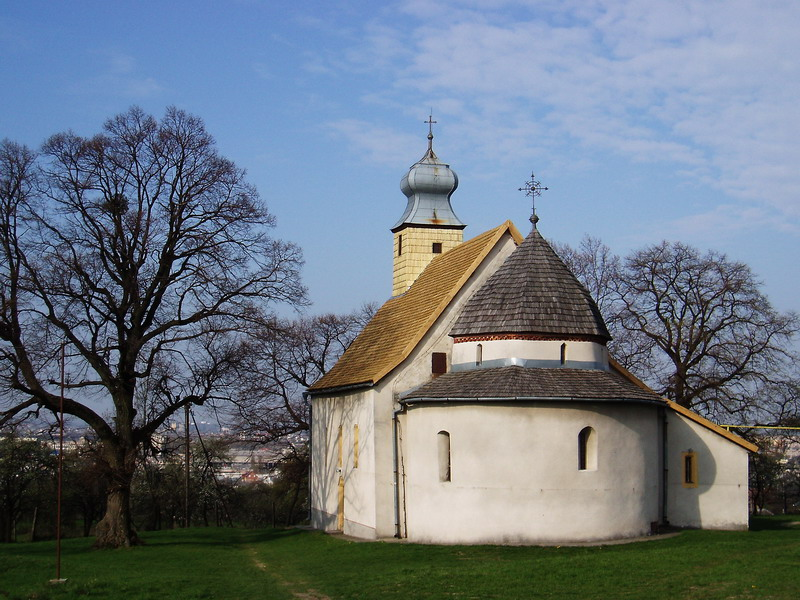